# Macroskyttea
Macroskyttea is een monotypisch geslacht van schimmels behorend tot de familie Cordieritidaceae. Het bevat alleen Macroskyttea parmotrematis.